# Danh sách sông ở Sri Lanka
Dây là danh sách các sông dài trên 100 km ở Sri Lanka.

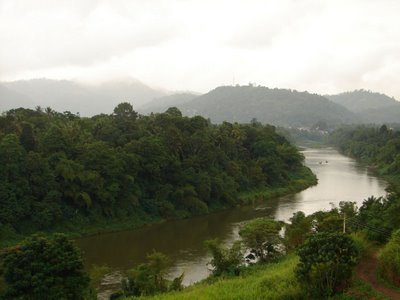
sông Mahaweli.

| Xếp hạng | Tên           | Nơi bắt nguồn | Nơi đổ ra   | Chiều dài       |
| -------- | ------------- | ------------- | ----------- | --------------- |
| 1        | Sông Mahaweli | Adam's Peak   | Trincomalee | 335 km (208 mi) |
| 2        | Sông Malvathu | Anuradhapura  | Mannar      | 164 km (102 mi) |
| 3        | Kala Oya      |               |             | 148 km (92 mi)  |
| 4        | Sông Kelani   | Adam's Peak   | Colombo     | 145 km (90 mi)  |
| 5        | Yan Oya       |               |             | 142 km (88 mi)  |
| 6        | Deduru Oya    |               |             | 142 km (88 mi)  |
| 7        | Walawe Ganga  | Adam's Peak   |             | 138 km (86 mi)  |
| 8        | Maduru Oya    |               |             | 135 km (84 mi)  |
| 9        | Maha Oya      |               |             | 134 km (83 mi)  |
| 10       | Kalu River    | Adam's Peak   | Kalutara    | 129 km (80 mi)  |
| 11       | Kirindi Oya   |               |             | 117 km (73 mi)  |
| 12       | Kumbukkan Oya |               |             | 116 km (72 mi)  |
| 13       | Menik Oya     |               |             | 114 km (71 mi)  |
| 14       | Gin River     | Deniyaya      | Galle       | 113 km (70 mi)  |
| 15       | Mi Oya        |               |             | 109 km (68 mi)  |
| 16       | Gal Oya       |               |             | 108 km (67 mi)  |